# Casa dels Orriols
La Casa dels Orriols és una obra noucentista de Moià protegida com a Bé Cultural d'Interès Local.

## Descripció
Casa de tres plantes. La planta baixa ha estat remodelada per a finalitats comercials. Un gran portal d'entrada dona accés a l'habitatge, on a l'entrada hi ha al terra un mosaic amb figures que recorden uns holandesos. Al costat destaca una finestra amb una reixa amb ornamentació floral. Al primer pis dos balcons alternen amb dues finestres. Les baranes dels balcons, amb línies corbes, trenquen la verticalitat de l'edifici. El pis superior té quatre finestres petites. A la façana s'hi troben esgrafiats amb motius florals i al·legories, destacant la justícia, la ciència i el treball.

## Història
Aquesta casa va ser concebuda com a casa d'estiueig i sempre ha mantingut aquesta funció. La família que la va fer construir, els Orriols, té els seus antecedents a Castellar de N'Hug.